# Albany (Californie)
Pour les articles homonymes, voir Albany.
Albany est une municipalité américaine située dans le comté d'Alameda, en Californie.

## Géographie
La municipalité s'étend sur 14,2 km2 dont 9,7 km2 (soit 68,74 % de sa surface totale) sont constitués d'une partie de l'eau de la baie de San Francisco. Elle est située sur la rive est de la baie, juste au nord de Berkeley.
| Richmond              | El Cerrito |          |
| Baie de San Francisco | Albany     | Berkeley |
| San Francisco         | Berkeley   |          |

## Histoire
La ville a vu naitre le groupe punk rock Rancid.

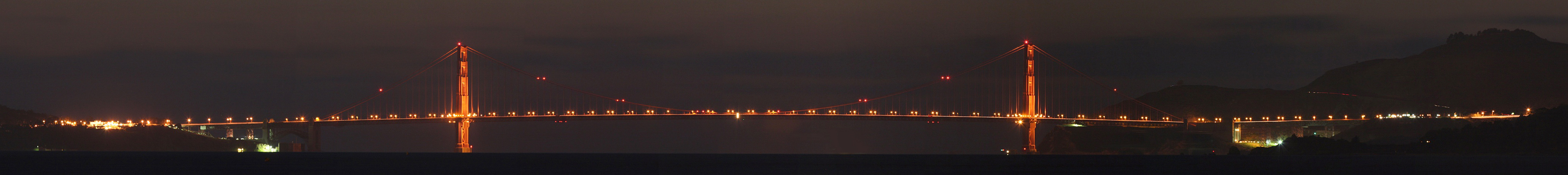
Le Golden Gate Bridge vu depuis Albany.

## Démographie
| 1910 | 1920  | 1930  | 1940   | 1950   | 1960   |
| ---- | ----- | ----- | ------ | ------ | ------ |
| 808  | 2 462 | 8 569 | 11 493 | 17 590 | 14 804 |

| 1970   | 1980   | 1990   | 2000   | 2010   | 2020   |
| ------ | ------ | ------ | ------ | ------ | ------ |
| 15 561 | 15 130 | 16 327 | 16 444 | 18 539 | 20 271 |

## Politique et administration
La ville est dirigée par un conseil de cinq membres, élus pour un mandat de quatre ans. Le maire est élu parmi eux chaque année.